# Resolutie 905 Veiligheidsraad Verenigde Naties
Resolutie 905 van de Veiligheidsraad van de Verenigde Naties werd unaniem aangenomen op 23 maart 1994. De resolutie verlengde de UNMIH-vredesmacht in Haïti met drie maanden.

## Achtergrond
Na decennia onder dictatoriaal bewind won Jean-Bertrand Aristide in december 1990 de verkiezingen in Haïti. In september 1991 werd hij met een staatsgreep verdreven. Nieuwe verkiezingen werden door de internationale gemeenschap afgeblokt waarna het land in de chaos verzonk. Na Amerikaanse bemiddeling werd Aristide in 1994 in functie hersteld.

## Inhoud
De Veiligheidsraad:
- bevestigt de resoluties 841, 861, 862, 867, 873 en 875;
- is bezorgd omdat de komst van de UNMIH-missie gehinderd blijft en omdat het Haïtiaanse leger zijn verantwoordelijkheden om de missie toe te laten haar werk te beginnen niet heeft uitgevoerd;
- heeft secretaris-generaal Boutros Boutros-Ghalis rapporten in beschouwing genomen;
- benadrukt het belang van het akkoord tussen de president van Haïti en de commandant van het Haïtiaanse leger;

1. neemt nota van de rapporten;
2. besluit om het mandaat van UNMIH te verlengen tot 30 juni;
3. vraagt de secretaris-generaal te rapporteren wanneer UNMIH kan worden ingezet en het bereik en de sterkte hiervan aan te bevelen;
4. besluit om actief op de hoogte te blijven.

## Verwante resoluties
- Resolutie 873 Veiligheidsraad Verenigde Naties (1993)
- Resolutie 875 Veiligheidsraad Verenigde Naties (1993)
- Resolutie 917 Veiligheidsraad Verenigde Naties
- Resolutie 933 Veiligheidsraad Verenigde Naties

Lijst ·  893 ·  894 ·  895 ·  896 ·  897 ·  898 ·  899 ·  900 ·  901 ·  902 ·  903 ·  904 ·  905 ·  906 ·  907 ·  908 ·  909 ·  910 ·  911 ·  912 ·  913 ·  914 ·  915 ·  916 ·  917 ·  918 ·  919 ·  920 ·  921 ·  922 ·  923 ·  924 ·  925 ·  926 ·  927 ·  928 ·  929 ·  930 ·  931 ·  932 ·  933 ·  934 ·  935 ·  936 ·  937 ·  938 ·  939 ·  940 ·  941 ·  942 ·  943 ·  944 ·  945 ·  946 ·  947 ·  948 ·  949 ·  950 ·  951 ·  952 ·  953 ·  954 ·  955 ·  956 ·  957 ·  958 ·  959 ·  960 ·  961 ·  962 ·  963 ·  964 ·  965 ·  966 ·  967 ·  968 ·  969